# Vassili Demtchenko
Vassili Viktorovitch Demtchenko  - en russe : Васи́лий Ви́кторович Де́мченко et en anglais : Vasili Demchenko - (né le 16 mars 1994 à Tcheliabinsk en Russie) est un joueur professionnel russe de hockey sur glace. Il évolue au poste de gardien de but.

## Biographie

### Carrière en club
Il est formé au Traktor Tcheliabinsk. Le 11 octobre 2013, il joue son premier match dans la KHL avec le Traktor face au HC Lev Poprad. Il est transféré au Metallourg Magnitogorsk le 3 décembre 2019. Le 21 avril 2020, il signe un contrat d'un an avec les Canadiens de Montréal. Il part en Amérique du Nord et est assigné au Rocket de Laval, club ferme des Canadiens dans la Ligue américaine de hockey.

### Carrière internationale
Il représente la Russie au niveau international. Il prend part aux sélections jeunes.